# جاناتان یانگ (تهیه‌کننده)
جاناتان یانگ (انگلیسی: Johnathan Young) تهیه‌کننده تلویزیونی اهل بریتانیا است.
از فیلم‌ها یا مجموعه‌های تلویزیونی که وی در آن‌ها نقش داشته‌است، می‌توان به مرز، شهر هالبی، ایست‌اندرز و حادثه اشاره نمود.